# Raila Odinga

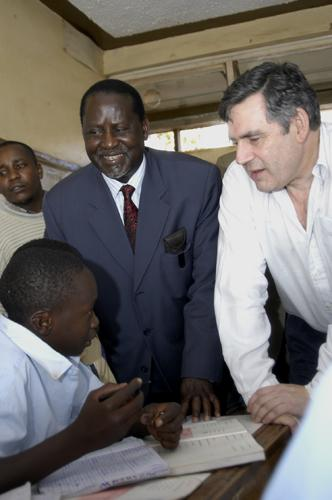
Raila Odinga (középen) Gordon Brown brit miniszterelnök társaságában

Raila Amolo Odinga (Maszeno, 1945. január 7. –) kenyai ellenzéki politikus. 1992 óta a Kenyai Nemzetgyűlés tagja, 2001 és 2002 közt köz. energiaügyi miniszter, 2003 és 2005 között közút-, közmunka- és lakásügyi miniszter. A vitatott tisztaságú 2007-es elnökválasztáson ő volt a fő ellenzéki jelölt: Mwai Kibaki elnök újraválasztásának hivatalos kihirdetése véres zavargásokhoz vezetett.
Raila Kenya első alelnöke, Jaramogi Odinga Odinga fia. Bátyja, Oburu Odinga szintén nemzetgyűlési képviselő. Raila keresztnevéről általánosan ismert, mivel ez segített megkülönböztetni apjától, amikor 1992 és 1994 közt mindketten a törvényhozásban ültek. Az 1998-es elnökválasztáson már volt egyszer jelölt: akkor a KANU párt támogatta Daniel arap Moi győzött és későbbi utódja, Mwai Kibaki lett a második, aki akkor a konzervatív Demokratikus Párt tagja volt. Odingát 2007-ben a Narancs Demokratikus Mozgalom (Orange Democratic Movement; ODM) indította.
A 2007. december 27-én tartott választást követően három nappal a Kenyai Választási Bizottság a Nemzeti Egységpárt (Party of National Unity; PNU) jelöltjeként induló Mwai Kibakit mondta ki győztesnek, aki a testület szerint 230 ezerrel több szavazatot kapott, mint Odinga, és akit sietve be is iktattak. Raila támogatói szerint azonban csalások történtek, ezért újraszámlálást követeltek és zavargások törtek ki.